# این دختر (ترانه کوکین آن ثری برنرز)
«این دختر» تک‌آهنگی از هنرمند اهل فرانسه کونگز و کوکین آن ثری برنرز است که در سال ۲۰۱۶ میلادی منتشر شد. این تک‌آهنگ در آلبوم کونگز قرار داشت.
این تک‌آهنگ در چارت‌های والونیا، اسکاتلند، فرانسه، در رتبه اول و در چارت‌های کانادا، ایتالیا، فلاندرز، ایرلند، لهستان، اسپانیا، دانمارک، سوئد، سوئیس، اتریش، بریتانیا جزو ده ترانه اول قرار گرفت.